# Ashikaga Takauji

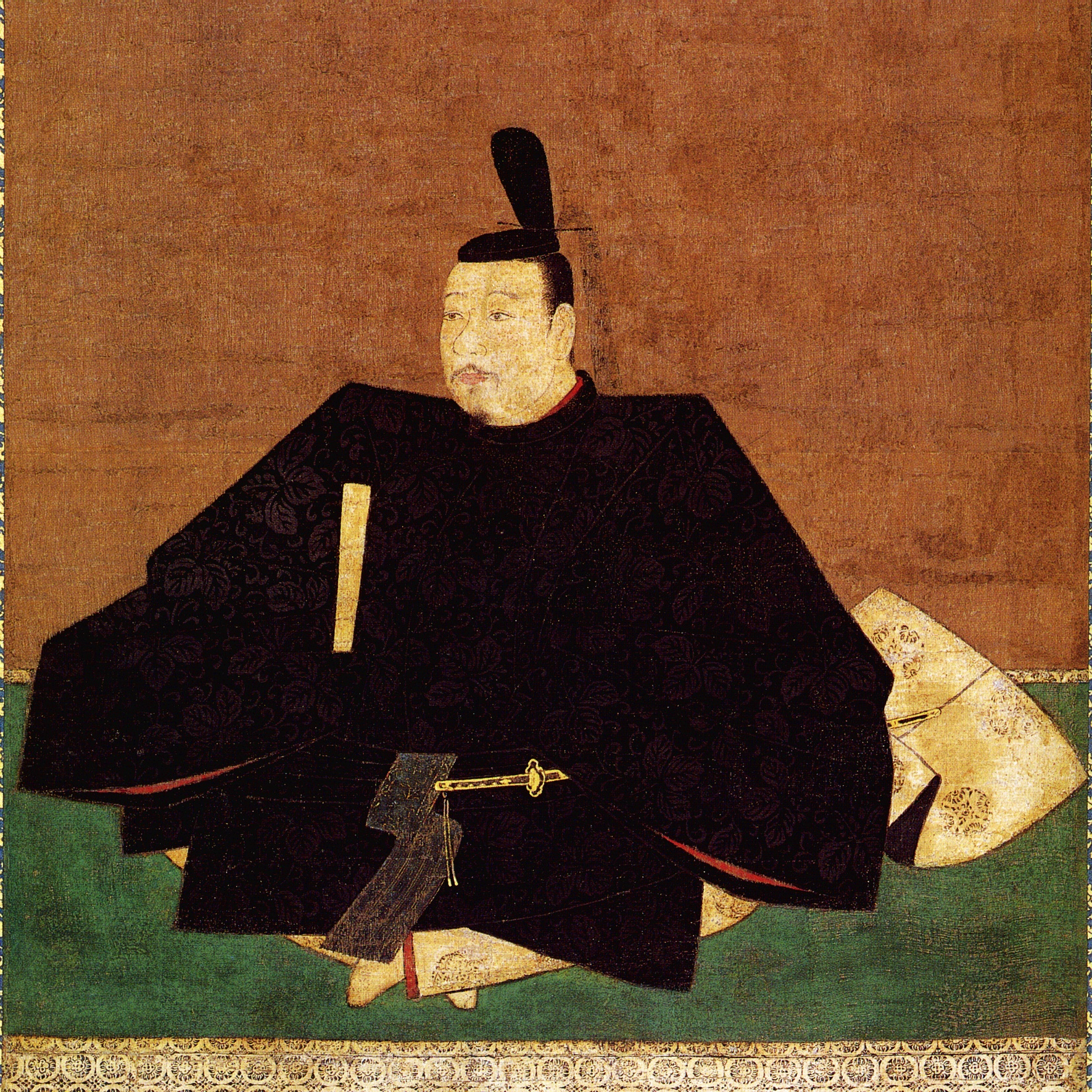
Ashikaga Takauji.

Ashikaga Takauji (足利尊氏, 18 de agosto de 1305 - 7 de junho de 1358)) foi o fundador e o primeiro shogun do shogunato Ashikaga. O seu governo teve início em 1338 que determinou o começo do período Muromachi do Japão, prolongando-se a à sua morte em 1358. Foi descendente do ramo Seiwa Genji do clã Minamoto (o que sugere que seja descendente do Imperador Seiwa, que se estabeleceu na área de Ashikaga da província de Shimotsuke, atual Tochigi.

## Carreira
Foi um general do shogunato Kamakura, e participou da Guerra Genkō, que durou entre 1331 e 1333. No entanto, desiludido com as atitudes do shogunato, aliou-se ao Imperador Go-Daigo e Kusunoki Masashige para tomar Kyoto e logo destruir Kamakura e restabelecer o poder imperial com a Restauração Meiji. Não obstante, o sentimento de inconformidade por parte dos samurais com relação à restauração, esta atitude refletia uma tentativa de reanimar o sistema de shogunato. Em 1335, ocorreram rebeliões em Kamakura  e Takauji interveio, sufocando os conflitos e subsequentemente se auto-proclamar shogun. Em 1335 Takauji venceu os seus opositores e conquistou poder sobre Quioto, estabelecendo o Imperador Kōmyō. Em 1338 foi oficialmente nomeado shogun. Assim começaria o período Nanboku-chō (as cortes do Norte e do Sul, em que a coexistência de dois imperadores em simultâneo no Japão foi efetiva durante os próximos 60 anos. Takauji , após a sua morte, foi sucedido pelo seu filho Yoshiakira.
Segundo o famoso mestre Zen e intelectual Muso Soseki, Takauji possuía várias qualidades, as quais se distinguem pela calma no campo de batalha agindo sem receio da morte; era tolerante e misericordioso; e distintamente generoso para com os seus inferiores.